# 朴慶植
朴慶植（パク・キョンシク、1922年12月7日 - 1998年2月12日）は、在日朝鮮人の在野歴史研究者。元朝鮮大学校教員。慶尚北道奉化郡鳳城面金峰里で生まれる。

## 概要
1929年3月に両親とともに来日。1943年9月、日本大学高等師範部地理歴史科（夜間）卒業。1942年9月、国民学校助教となる。1949年3月、東洋大学文学部史学科卒業。朝鮮中高級学校、朝鮮大学校の教員を務める。1998年、自転車で帰宅途中に交通事故死。満75歳没。
朴慶植が集めた段ボール箱1300箱に及ぶ資料は、全て滋賀県立大学に収められ、「朴慶植文庫」となっている。

## 主張と批判
- 朝鮮総連の主流派を形成した先覚派グループに対して、歴史研究を進めていた朴慶植、姜在彦、文学者の金達寿らは後覚派グループを形成したが、朝鮮総連主流派は朴慶植らの植民地期の被害についての歴史研究を圧迫し、とりわけ労務動員の朝鮮人の被害の事実発掘作業を抑圧した[4]。ゆえに外村大は、「「朝鮮人強制連行」の研究は、日本国家を糾弾し攻撃しようという北朝鮮の政治的思惑にそって朝鮮総連に属する研究者がはじめた」という主張に対しては、「朴慶植の『朝鮮人強制連行の記録』が北朝鮮や朝鮮総連の組織的方針に沿って書かれたものと見る点は無理な読込み」だと指摘している[5]。
- 日韓基本条約に反対するために「募集」「官斡旋」「徴用」を“強制連行”と主張したと述べている。産経新聞は左派日本人・在日本の民族主義者が飛びついて煽って韓国との外交問題化した原因となったと指摘している[6][7]。
- 朴慶植は、小学館の「日本大百科全書」の中の「朝鮮人強制連行」という項目の執筆を担当している。その中で朴慶植は、「朝鮮総督府の官公吏・警察官および会社労務係らが一体となって暴力的に各事業所に強制連行した。それらは割当て動員数を満たすため昼夜を分かたず、畑仕事の最中や、勤務の帰りまでも待ち伏せしてむりやりに連行するなど「奴隷狩り」のような例が多かった。（中略）陸軍慰安婦として数万人の女性が女子挺身隊の名のもとに狩り立てられた」などと主張している[8]。
- 1942年に日本の労働科学研究所が行った「半島労務者勤労状況に関する調査報告」から、北海道のある炭鉱の賃金分布で賃金が50円未満の日本人は17.6％で朝鮮人は75.0％であることで、朴はこのデータを根拠に「民族差別」だと主張していた。しかし、1939年以降の「募集」、1942年2月以降の「官斡旋」、1944年9月以降の「徴用」という動員の形態の違いに関係なく、日本人と朝鮮人には同じ賃金体系が適用されていた。その賃金体系は、熟練度によって給与が増減する仕組みであり、勤続年数と熟練度で多くの鉱物や石炭を採取できる事から給与も上がる。そのため、日本からだけでなく、韓国の落星台経済研究所からも反日民族主義という自分のイデオロギーで意図的に朝鮮人のほとんどは非熟練労働者だった炭鉱の賃金から抽出して反日感情を扇動したと批判されている。また、朝鮮人のほとんどが日本人と比較すると薄給だった理由は、民族差別ではなく熟練度の差であり、実際に、日本人と朝鮮人で熟練度の分布がそれほど変わらない別の炭坑では給与の分布でも日本人と朝鮮人に大きな差は無かった、という批判もある[1]。

## 著書
- 『朝鮮人強制連行の記録』未来社、1965年
- 『日本帝国主義の朝鮮支配』上下、青木書店、1973年
- 『朝鮮三・一独立運動』平凡社、1976年
- 『在日朝鮮人運動史―8・15解放前』三一書房、1979年
- 『解放後在日朝鮮人運動史』三一書房、1989年
- 『在日朝鮮人・強制連行・民族問題―古稀を記念して』三一書房、1992年